# (1624) Rabe
(1624) Rabe – planetoida należąca do zewnętrznej części pasa głównego asteroid okrążająca Słońce w ciągu 5 lat i 257 dni w średniej odległości 3,19 au. Została odkryta 9 października 1931 roku w Landessternwarte Heidelberg-Königstuhl w Heidelbergu przez Karla Reinmutha. Nazwa planetoidy pochodzi od Eugene’a Rabe (1911–1974), niemiecko-amerykańskiego astronoma. Przed nadaniem nazwy planetoida nosiła oznaczenie tymczasowe (1624) 1931 TT1.